# Cliff Curtis
Cliff Curtis (n. 27 iulie 1968, Rotorua, Bay of Plenty) este un actor neozeelandez. 

## Filmografie

### Filme
| An   | Titlu                 | Rol                                   |
| ---- | --------------------- | ------------------------------------- |
| 1993 | The Piano             | Mana                                  |
| 1993 | Desperate Remedies    | Fraser                                |
| 1994 | Kahu & Maia           |                                       |
| 1994 | Once Were Warriors    | Bully                                 |
| 1994 | Rapa Nui              | Short Ears                            |
| 1996 | Chicken               | Zeke                                  |
| 1996 | Mananui               | Mana                                  |
| 1998 | Deep Rising           | Mamooli                               |
| 1998 | Six Days Seven Nights | Kip                                   |
| 1999 | Virus                 | Hiko                                  |
| 1999 | Three Kings           | Amir Abdulah                          |
| 1999 | Bringing Out the Dead | Cy Coates                             |
| 1999 | The Insider           | Sheikh Fadlallah (ca Clifford Curtis) |
| 2000 | Jubilee               | Billy Williams                        |
| 2001 | Blow                  | Pablo Escobar                         |
| 2001 | Training Day          | Smiley                                |
| 2001 | The Majestic          | The Evil But Handsome Prince Khalid   |
| 2002 | Collateral Damage     | Claudio El Lobo Perrini               |
| 2002 | Whale Rider           | Porourangi                            |
| 2003 | Runaway Jury          | Frank Herrera                         |
| 2004 | Fracture              | Detective Franklin                    |
| 2004 | Spooked               | Mort Whitman                          |
| 2004 | Heinous Crime         | Pizza delivery man                    |
| 2005 | The Pool              | Husband                               |
| 2005 | River Queen           | Wiremu                                |
| 2006 | The Fountain          | Captain Ariel                         |
| 2007 | Sunshine              | Searle                                |
| 2007 | Fracture              | Detective Flores                      |
| 2007 | Live Free or Die Hard | FBI Deputy Director Miguel Bowman     |
| 2008 | 10,000 BC             | Tic'Tic                               |
| 2009 | Push                  | Hook Waters                           |
| 2009 | Crossing Over         | Hamid Baraheri                        |
| 2010 | The Last Airbender    | Fire Lord Ozai                        |
| 2011 | Colombiana            | Emilio Restrepo                       |
| 2012 | A Thousand Words      | Dr. Sinja                             |
| 2014 | The Dark Horse        | Genesis Potini                        |
| 2015 | Last Knights          | Lt. Cortez                            |
| 2016 | Risen                 | Yeshua (Iisus din Nazaret)            |

### TV
| An           | Titlu                      | Rol                     | Note                                                                 |
| ------------ | -------------------------- | ----------------------- | -------------------------------------------------------------------- |
| 1991         | Under Cover                | Zip                     | Film TV                                                              |
| 1994         | Hercules in the Underworld | Nessus                  | Film TV                                                              |
| 1995         | Mysterious Island          | Peter                   | Episodul: "Make Yourselves a Home" "First Impressions Are Skin Deep" |
| 1996         | City Life                  | Daniel Freeman          | 4 episoade                                                           |
| 1998         | The Chosen                 | Father Tahere           | Film TV                                                              |
| 2002         | Point of Origin            | Mike Camello            | Film TV                                                              |
| 2004         | Traffic                    | Adam Kadyrov            | Mini-serial TV                                                       |
| 2009–2010    | Trauma                     | Reuben 'Rabbit' Palchuk | 20 episoade                                                          |
| 2011         | Body of Proof              | FBI Agent Derek Ames    | Episodul: "Missing" and "Hard Knocks"                                |
| 2012         | Missing                    | Agent Dax Miller        | 10 episoade                                                          |
| 2014         | Gang Related               | Javier Acosta           | 13 episoade                                                          |
| 2015–present | Fear the Walking Dead      | Travis Manawa           | Sezonul 1-prezent (Rol principal; 10 episoade)                       |